# Lili Fatale (bande dessinée)
Pour les articles homonymes, voir Lili Fatale.

Lili Fatale est une bande dessinée pour adultes, à caractère érotique et politique, de Gérard Lauzier (scénario et dessin) parue en 1974 dans Pilote puis, en album, chez Dargaud.

## L'histoire
Lili Fatale, célèbre aventurière, coule une vie tranquille sous les apparences d'une simple ménagère auprès de son mari Lucien, modeste employé de bureau. Un beau jour, elle voit débarquer dans son appartement de banlieue une ancienne connaissance, Viviane, accompagnée de son garde du corps. Viviane cherche à l’entraîner dans de nouvelles aventures : la guérilla Bobocalangaise aurait en effet un impérieux besoin d'elle pour lutter contre le régime corrompu du président Goloso. Lili commence par refuser mais des agents de Goloso, lancés sur les traces de Viviane, surviennent et le naturel reprend le dessus. Après avoir vaincu tous ses agresseurs, Lili décide alors d'accompagner Viviane au Bobocaland et de se joindre à la résistance.

## Commentaire
Lili Fatale, qui est la première bande dessinée de Lauzier, révèle d'emblée le goût de son auteur pour la caricature et la provocation. En vraie héroïne de bande dessinée, Lili Fatale est dotée d'une capacité surhumaine, la chatouille de combat, apprise auprès d'anciens maîtres orientaux. Cet art martial lui permet de neutraliser tout agresseur par une chatouille provoquant un rire paralysant. Sans être dotée d'un visage très avenant, Lili est néanmoins une parfaite athlète et son corps mince et musclé, ses seins petits et fermes, sont un régal pour les yeux. En vraie aventurière, Lili n'a aucune pudeur et si, au bout de quelques pages, elle se retrouve parfaitement nue, cela ne l'empêche aucunement d'évoluer dans la jungle bobocalandaise avec une parfaite aisance. D'ailleurs, elle n'a aucune retenue pour faire part de ses envies et le mercenaire le plus viril et le plus endurci passe auprès d'elle pour un simple collégien. Contre toute attente, cette formidable aventurière est amoureuse d'un minable et frêle employé de bureau dénué de virilité et qui ne la mérite aucunement.
La jungle bobocalangaise est un pays imaginaire ayant subi les conséquences de la guerre froide et des luttes d'influences entre grandes puissances. Si cette politique a produit certains effets au point que le grand sorcier de la tribu a été renommé en commissaire politique, les autochtones se sont adaptés, et, le naturel revenant au galop, les réunions d'auto-critique se sont transformées en narrations de prouesses sexuelles. Dans cette jungle, les amoureux du retour à la nature ne sont pas forcément les bienvenus et leur idéal ridicule se trouve vite confronté à la réalité. Deux citadins en couple (on parlerait aujourd'hui de Bobos), ayant quitté une vie facile, se sont installés au village et, sans rien comprendre à ce qui leur arrive, sont devenus les esclaves sexuels des autochtones.
Lauzier accumule les images provocantes et, au risque d'être accusé de racisme ou de dérive droitière, livre un message qui prend le contre-pied des idéaux des années 1970, ces derniers étant paradoxalement considérés par Lauzier comme des idées reçues.

## Publications
Lili Fatale a été partiellement publié, - en noir et blanc et en ayant les honneurs de la couverture -, dans le mensuel Pilote de janvier 1974. L'album fut ensuite publié par Dargaud. 